# 숙공궁주 김씨
숙공궁주 김씨(淑恭宮主 金氏, 생몰년 미상),  조선 태종의 후궁이다. 본관은 청도(淸道)이다.

## 생애
태종 11년(1411년) 11월 20일 명빈 김씨, 소빈 노씨와 함께 후궁에 책봉되어 숙공궁주(淑恭宮主)로 봉해졌다. 세종 3년(1421년) 아버지 김점(金漸)이 평안도 관찰사 시절에 수 많은 뇌물을 받은 사실이 알려졌는데, 상왕 태종은 김점을 국문하고자 숙공궁주(淑恭宮主)를 내친다.
 태상왕이 숙공 궁주(淑恭宮主) 김씨(金氏)를 내보내어 친정 아버지 집으로 돌아가게 하니, 궁주는 김점의 딸이다. 태상왕이 근신에게 이르기를,
<"김점의 범죄를 유사가 방금 국문하고 있는 중이니, 만약 그 딸이 그대로 궁중에 있게 되면,
공정한 의(義)와 사정의 은(恩)이 두 가지로 혐의될 것이다. 내가 이제 내보내는 것은 점(漸)을 다른 여러 사람들과 같이 대하는 것이니,

유사(有司)도 여러 사람을 다스리는 예로 다스리게 할 것이다." >
하고, 바로 김점의 아들 호군(護軍) 김유손(金宥孫)을 불러 이르기를,
< "네 아비가 근래에 청렴치 못하였다는 말을 듣고 있으니, 궁주(宮主)는 궁중에 있기가 불편하니, 너는 궁주를 데리고 집으로 돌아가라.
만일 네 아비의 범한 것이 사실이 아니라면 변명하여 설원시켜서 다시 불러 돌아오게 할 것이라." >
하였다. 이원이 신궁(新宮)에 나아가서 내보내서는 안된다고 말하였으나, 태상왕이 이르기를,
<"탐장질한 사람의 딸을 궁중에 둘 수가 없는 것이라."> 하면서, 윤허하지 아니하였다.
【 세종실록 13권, 세종 3년 10월 19일 무신 3번째기사 】
그 당시 좌의정 박은이 김익정에게 말하기를,
<"김점은 비록 죄가 있지마는, 궁주(宮主)는 관계가 없는데, 김점이 만약 밖으로 나가게 되면,
궁주가 의지할 곳이 없으니, 마땅히 그를 다시 후궁(後宮)으로 들어오게 해야 할 것이다."> 라고 하였다.
익정이 임금에게 아뢰므로, 임금이 태상왕에게 이르니, 태상왕이 말하기를,
<"이는 나로 하여금 와주(窩主: 죄인의 보호자) 로 삼고자 하는 것이다.">  라고 하였다. 【 세종실록 14권, 세종 3년 11월 27일 병술 3번째기사 】 

지극히 총애를 받던 숙공궁주가 죄도 없이 아비 김점의 죄로 인해 강제 출궁 당했고, 매우 완강했던 태종은 죄를 인정한 김점의 딸인 숙공궁주를 다시 궁에 들이지 않았다. 김씨는 그후 여승(尼僧)이 되었다.
태종 사후 부군의 죽음을 애석하여 상복을 입길 세종에 청했지만 세종은 아버지가내친 김씨는 상복을 입을 자격이 없다 청을 허락하지 않았다.

## 가족 관계
- 외조부 : 권유(權維)
- 아버지 : 김점(金漸)
- 어머니 : 부인 권씨(權氏)
  - 남매 :  김유손(金宥孫)
  - 남매 :  김의손(金義孫)